# Lake Kuwakatai
Der Lake Kuwakatai ist ein See im Rodney Ward des Auckland Council auf der Nordinsel von Neuseeland.

## Geographie
Der 28,7 Hektar große und einen Umfang von rund 5,4 km besitzende Lake Kuwakatai befindet sich auf der Te Korowai-o-Te-Tonga Peninsula, östlich des Woodhill Forest und rund 520 m südsüdöstlich des Lake Rototoa, der der größte der Seen auf der Halbinsel ist. Rund 2 km in südwestlicher Richtung findet man den Te Oneone Rangatira Beach mit der Tasmansee und der Kaipara Harbour liegt rund 4,3 km auf der anderen Seite in östlicher Richtung. Der dreiarmigen Dünensee verfügt über eine Gesamtlänge von rund 2,0 km, wobei der westliche Arm des Sees rund 1,18 km lang ist, der nördliche Arm eine Länge von rund 725 m aufweist und der östliche Arm mit 315 m Länge den kürzesten Arm des Sees darstellt. Die maximale Breite mit rund 170 m weist der westliche Arm des Sees auf. Die tiefste Stelle des auf einer Höhe von 58 m liegenden Lake Kuwakatai wird mit 15 m angegeben.
Wasserzuläufe bekommt der See hauptsächlich von der östlichen Seite, wobei hier nur zwei erkennbar sind, einer für den östlichen Arm und einer für den nördlichen Arm, um dessen nördlicher Bereich sich ein kleines Feuchtgebiet gebildet hat. Am südlichen Ende des westlichen Arms sind mehrere kleine Seen zu finden, deren größter See nicht über die Größe von einem Hektar hinauskommt. Über diese Seen könnte ein möglicher Ablauf stattfinden.

## Geologie
Größere Sandablagerungen an der Te Korowai-o-Te-Tonga Peninsula in Richtung Tasmansee, die heute als Dünen erkennbar sind, bildeten sich zeitlich gesehen in fünf Schritten, und zwar vor zwischen 3000 und 4500 Jahren (1), vor zwischen 2000 und 3000 Jahren (2), vor zwischen 1500 und 2000 Jahren (3), vor zwischen 300 und 1500 Jahren (4) und vor weniger als 300 Jahren (5). Durch die Dünenbildung entstanden an verschiedenen Stellen auch Dünenseen und sogenannte Dünenkontaktseen. Der Lake Kuwakatai wurde von dem Dünengürtel gebildet, die vor zwischen 2000 und 3000 Jahren entstanden sind